# 野神奈々
野神 奈々（のがみ なな）は、日本の女性声優。「野上 奈々」と誤記されることもある。主にアダルトゲームに声をあてている。

## 出演
太字は主役・メインキャラクター。

### アダルトアニメ
2002年
- 黒姫 -桎梏の館-（雪村さやか）

2003年
- Milkyway（工藤亜由美）
- PIGEON BLOOD（リタ）
- Private Emotion（蓮田優衣）

2004年
- 夜勤病棟・弐（風間愛）
- 魔界天使ジブリール（ラヴリエル・ド・ドットプランシェ）

2006年
- アニメ 風間愛（風間愛）
- 魔が堕ちる夜（ミーティ）
- 魔法少女沙枝（楠沙枝）

2007年
- めがちゅ! The Animation（レウコテア）
- 魔界天使ジブリール -episode2-（ラヴリエル・ド・ドットプランシェ）
- 洗濯屋しんちゃん（江ノ本マリ）

2009年
- 魔界天使ジブリール3（ラヴリエル・ド・ドットプランシェ）
- 魔法少女アイ参 THE ANIME（マユ、望月紫）

2010年
- 少女戦機ソウルイーター「復讐の美少女・円城命」（円城紅緒）

2012年
- 悪の女幹部 第二話 淫獣のしつけ（セレーナ）

2014年
- DEMONION〜外伝〜（ジリオラ）

### アダルトゲーム
1997年
- 虜2（鹿峰綾乃）

2001年
- あしたの雪之丞（間部由希）

#### 2002年
- PIGEON BLOOD（リタ）
- けがれた英雄 〜邪淫聖女狩〜（ジーナ、アイナ・マトラズ）
- プラチナウインド（パーシィ）
- 隷嬢キャスター2（椎名里音）
- MASARU あしたの雪之丞2（店員）
- 独占看護（笹野香織）
- 魔法少女アイ2（2002年 - 2006年、望月紫、マユ）- 2作品[一覧 1]
- ガンシスター（ソフィー）
- もみじ Happy Story（藤代綾音）
- 家族計画〜絆箱〜（山名由利）

#### 2003年
- 淫内感染 終わらぬ宴のナースコール（城宮明日香）
- ドーターメーカー（宮内篠、宮内美智子）
- いけない★シャッターチャンス（まなみ、小野寺優香）
- クリスマス★プレゼント（佐嶋柚）
- Grope 〜闇の中の小鳥たち〜（千寿水羽）
- Infantaria XP（タップ）
- 特命教師瞳 DVDフルボイス（皇木綺沙、伊勢香苗）
- こもれびに揺れる魂のこえ（ナツキ、アキノ、トウア）
- サンダークラップス!（スノーウィング）
- つるぺた（春日未結）
- 狭間の月（葵）
- FOLKLORE JAM（メイド隊）
- Please teach! My Angel（天川聖玲奈[7]）
- Present for you 〜わたしをあ・げ・る〜（立花千春）
- 星空☆ぷらねっと 〜夢箱〜（藤原佳多奈[8]）
- 凌辱コスチュームプレイ（藍沢悠子）

#### 2004年
- プリいも Please teach! My Sister（天川聖玲奈）
- あの空の向こう側（榊つかさ、一ノ瀬芳美）
- 戦乙女ヴァルキリー「あなたに全てを捧げます」（スクルド）
- KI-Z-Sedu 復刻版（加納みなみ）
- こもきゅん!!〜はぁとに揺れる魂のFANディスク〜（ナツキ、トウア、アキノ）
- 乳辱人妻女学園〜淫獄の夜間人妻調教学科（二部）〜（百合川美穂、阿部玲奈）
- sweet and sweet（榊のりか）
- 3-days Marriage 〜光源氏の恋人〜（六郷月詠）
- そらうた（瀬戸内葵）
- 大好きな先生にHなおねだりしちゃうおませなボクの/私のぷにぷに（橘ゆず）
- 地下鉄封鎖事件「なぜ僕たちはここにいる」（琴村結菜）
- てこいれぷりんせす！〜僕が見えないキミのため〜（メルヴェール）
- 花園の娘（御巫早百合、畑山きぬ江）
- ひまわりヶ丘総合病院へようこそ☆（柴崎麗子）
- プリいも〜Please teach! My Sister〜（天川聖玲奈）
- ポチタマ（アン）
- 魔界天使ジブリール / 2 / 3 / 4（2004年 - 2010年、ラヴリエル・ド・ドットプランシェ） - 4作品
- 魔法とHのカンケイ。（桃園かりん）
- 碧ヶ淵 夜伽の村のお嫁様（沢渡なずな）
- 夜勤病棟・弐 / DVDPG（風間愛）- 2作品
- 宵待姫 〜大正淫猥吸血姫譚〜（ナタル）
- ハードラヴ（相澤雪乃[9]）
- ひとがたルイン（マクリウム）

#### 2005年
- 夜勤雀棟・弐（風間愛）
- 魔法少女沙枝 Vol.1 - 3、でらっくす（2005年 - 2012年、楠沙枝）- 4作品
- あやかしびと（氷鷹零奈、氷鷹一奈）
- School Days（誠の母）
- エレベーターパニック〜密室の淫行〜（美樹本聖美）
- 女教師 DVD EDITION（篠原奈緒）
- Gift 〜ギフト〜（2005年 - 2006年、神代縁）- 2作品[一覧 2]
- 偽りの教室（佐藤ミカ、矢島しのぶ）
- ぎゃくたま2（篠生沙樹）
- 脅迫2〜傷に咲く花 鮮血の紅〜（秋山未来）
- 薺ヶ好 なずなと若葉の物語（沢渡なずな、ナタル）
- パトガール（湖水知子）
- ゆりね〜おねえさまがおしえてくれた〜（神倉渚）
- 凌辱アイドル牝奴隷〜被虐の特別レッスン〜（友永由梨）

#### 2006年
- IZUMO2 -学園狂想曲-（冬木凪、イッコ）
- AR 〜忘れられた夏〜（飛鳥都）
- おまな2 おまえんち萌えてるぞ（氷室レイコ）
- 風間愛（2006年 - 2007年、風間愛）- 3作品
- カラフルアクアリウム（カスミ・ラオシャン）
- 終末少女幻想アリスマチック（歪みし者、武居真尋）
- Summer Days（誠の母）
- 少女戦機ソウルイーター（円城紅緒）
- ダンジョンクルセイダーズ（フェルエト）
- 天使憑きの少女（江藤睦美）
- 虜姫〜白濁まみれの令嬢〜（蓬莱姫乃）
- とり×とり〜えっちしてくんないとイタズラしちゃうゾ？〜（ウルド・ツェッペシュ）
- ななついろ★ドロップス（麻宮夏樹、麻宮秋乃、麻宮冬亜）
- はぴねす! りらっくす（桃園かりん）
- 姫さま凛々しく!（マナフィーゼ）
- ぶらばん! -The bonds of melody-（新開地和音）
- ボーイミーツガール（相馬七海[10]）
- めがちゅ!（レウコテア）

#### 2007年
- 乙女恥曝遊戯 Disgrace Return Play（水上まゆ）
- IZUMO3（工藤舞菜）
- E×E（伏見鈴乃）
- 恋姫†無双 〜ドキッ☆乙女だらけの三国志演義〜（趙雲）
- 聖なるかな -The Spirit of Eternity Sword 2-（堕天使『ナナシ』）
- だぶる先生らいふっ（埴御四五七）
- テレビの消えた日（仙川流琉）
- 天使のたまご（流音）
- Bullet Butlers（ルダ・グレフィンド）
- ピリオド（高坂初実）
- 魔が堕ちる夜 デーモニックプリンセス（ミーティ）
- もも×もみ〜私、癒しちゃいます〜（関口綾）
- R.U.R.U.R ル・ル・ル・ル このこのために、せめてきれいな星空を（R-ミズバショウ）

#### 2008年
- 魔法少女アイ参（望月紫、マユ）
- アルタードピンク 〜特務戦隊デュエルレンジャー〜 （本城しおり）
- 戦乙女ヴァルキリー2「主よ、淫らな私をお許しください…」（スクルド）
- 戦女神ZERO（アメデ、水の巫女）
- 裏・催眠術2（堀口悦子[11]）
- キスより甘くて深いもの（賀茂紫真）
- クロノベルト（ルダ・グレフィンド、イチナ）
- しゅぷれ〜むキャンディ 〜王道には王道たる理由があるんです!〜（藍原時未）
- 聖なるかな スペシャルファンディスク（ナナシ）
- 少女魔法学リトルウィッチロマネスク editio perfecta（アリア・ヴァングリフ）
- 真・恋姫†無双 〜乙女繚乱☆三国志演義〜（趙雲）
- 精霊騎士アクエアル 隷属の花嫁（ニナ）
- ダンジョンクルセイダーズ2 〜永劫の楽土〜（エンデ）
- ちゅうちゅうナース（高城奏）
- ノストラダムスに聞いてみろ♪（白山媛）
- ピリオド -SWEET DROPS-（高坂初実）
- マブラヴ オルタネイティヴ クロニクルズ（伊隅あきら）
- やみツキ!（八神きひろ）
- 民族淫嬢（アミーシャー・メヘンディ[12]）
- クロノベルト-あやかしびと&BulletButlersクロスオーバーディスク-（氷鷹一奈、屍に触れし指）
- 夜勤雀棟 壱・弐 復刻版+（風間愛）

#### 2009年
- 幻月のパンドオラ（エレディーユ）
- 戦乙女ヴァルキリーG 〜戦乙女達の黄昏〜（スクルド）
- ジェネクレイサー サキ（白鳥麗奈）
- ツンな彼女デレな彼女（南月つぐみ）
- 〜パンツを見せること、それが……〜 大宇宙の誇り（レイン）
- 輝光翼戦記 天空のユミナ（レイディアント・アムリィス）

#### 2010年
- 戦女神VERITA（水の巫女）
- 真・恋姫†無双 〜萌将伝〜（趙雲）
- School Days HQ（誠の母）
- 悪の女幹部「この私にオシオキだと!?ふざけるなっ!」（セレーナ / セレイン・チャン）
- 夏に奏でる僕らの詩（沢渡なるみ）
- 聖皇女クラウディア（ダニエラ・ヴァルキュリア）
- おっぱいハート〜彼女はケダモノ発情期ッ!?〜（小日向羽美）

#### 2011年
- いきなりあなたに恋している（恋桜可憐）
- 君を仰ぎ乙女は姫に（2011年 - 2012年、金森ゆい）- 2作品[一覧 3]
- 戦国天使ジブリール（ラヴリエル / 千利休）[13]
- らぶ2Quad（筑波みらい[14]）
- 雨芳恋歌「センセイ。わたし、もう、オトナだよ……」（津嘉山渚[15]）

#### 2012年
- 恋妹SWEET☆DAYS（八千穂茜[16]）
- DRAMAtical Murder（ミオ）
- あねいもNeo 〜Second Sisters〜（最上佐和子[17]）
- DEMONION 魔王の地下要塞（ジリオラ）
- SHINY DAYS（伊藤萌子）
- 悪の女幹部 フルムーンナイト（セレーナ / セレイン・チャン）
- 時計仕掛けのレイライン -黄昏時の境界線-（村雲春霞）

#### 2013年
- 時計仕掛けのレイライン -残影の夜が明ける時-（村雲春霞[18]）
- 僕が天使になった理由 LOVE SONG OF THE ANGELS.（メネス[19]、西町美里[20]）
- あねいもNeo+ 〜Second Sisters〜（最上佐和子[21]）

#### 2014年
- 英雄*戦姫GOLD（アルビダ）
- 魔法少女静流（楠沙枝[22]）
- はにつま（霧島伊月[23]）

#### 2015年
- 真・恋姫†英雄譚（2015年 - 2023年）- 4作品
  - 1 〜乙女艶乱☆三国志演義［蜀］〜（2015年、趙雲）
  - 123+PLUS 〜乙女艶乱☆三国志演義〜（2016年、趙雲）
  - 4 〜乙女耀乱☆三国志演義［呉］〜（2022年、趙雲[24]）
  - 5 〜乙女耀乱☆三国志演義［魏］〜（2023年、趙雲）
- 機関幕末異聞 ラストキャバリエ（佐々木唯三[25]）
- 時計仕掛けのレイライン -朝霧に散る花-（村雲春霞）

#### 2016年
- Strip Battle Days 2（伊藤萌子）
- 恋姫†夢想〜英雄烈伝〜（趙雲）
- 真・恋姫†夢想〜天下統一伝〜（趙雲）

#### 2017年
- 真・恋姫†夢想-革命-（2017年 - 2019年）- 3作品
  - 蒼天の覇王（2017年、趙雲）
  - 孫呉の血脈（2018年、趙雲）
  - 劉旗の大望（2019年、趙雲[26]）

#### 2019年
- Gemini Seed（趙雲[27]）

#### 2020年
- 電脳天使ジブリール（ラヴリエル[28]）
- 悪の女幹部 ペリジーニュームーン（セレーナ）

### 一般向ゲーム
2005年
- 家族計画〜心の絆〜（山名由利）

2007年
- カラフルアクアリウム〜My Little Mermaid〜（カスミ・ラオシャン）

2008年
- 桃色大戦ぱいろん（ラヴリエル）
- 終末少女幻想アリスマチック APOCALYPSE（歪みし者、武居真尋）
- IZUMO2 -学園狂想曲- ダブルタクト（冬木凪、イッコ）

2010年
- R.U.R.U.R ル・ル・ル・ル -petit prince-（R-ミズバショウ）

2011年
- 星空☆ぷらねっと one small step for…（藤原佳多奈）

2012年
- クロノベルト-あやかしびと&BulletButlersクロスオーバーディスク-（氷鷹一奈、屍に触れし指）
- 天使憑きの少女（江藤 睦美）- PS Vita版

2016年
- 君を仰ぎ乙女は姫に（金森ゆい）- PS Vita版

2017年
- 時計仕掛けのレイライン -陽炎に彷徨う魔女-（村雲春霞）

### ドラマCD
2003年
- ぱじゃまドラマCD〜パティシエなにゃんこ＆Please teach!My Angel〜（天川聖玲奈）
- Please teach! My Angel（天川聖玲奈）

2004年
- 夜勤病棟・弐（風間愛）
  - 〜眩惑の堕天使〜 第一章 風間愛
  - ～堕落の診断室～
- シャルロット〜Charlotte〜（2004年、サラ＝スミス）
  - 世界はわたしにひざまずく！ G-typeドラマCD（2010年、サラ＝スミス）
  - めりけんじゃっぷ G-typeドラマCD（2011年、サラ＝スミス）
- 異教徒合神ミコシスター（宮崎さつき／シスタークルセイド）
- Canvas2 Drama CD・Rhapsody de Noel（鷺ノ宮紬）[29]

2005年
- 「Gift〜ギフト〜」ドラマCD Vol.1 - 5（2005年 - 2006年、神代縁）

2007年
- ドラマCD 姫さま凛々しく!（マナフィーゼ）
- 二次元ドリームマガジン イラストレーションズ 同梱特典CD（アリス）
- 皇女フランチェスカ〜触手地獄変〜 G-typeドラマCD（セッティ）

2008年
- ノストラダムスに聞いてみろ♪ ドラマCD「毎日が日曜日！」（白山媛）
- MAMAMA 初回限定版付きドラマCD（勇輝の母）
- ふたりのジャンヌ G-typeドラマCD（フランチェスカ・ボルジア）

2013年
- アヘおち3秒前「サンとウィッチ」（羽衣若葉）※オーディオドラマDVD付き
- 空蝉 前編・中編・後編（和久井）※漫画『初恋トリビュート』限定版付属オーディオドラマDVD

### オーディオドラマ
- オーディオドラマ あの空の向こう側（2005年、榊つかさ[30]）

## ディスコグラフィ

### キャラクターソング
| 発売日         | 商品名                                                       | 歌 | 楽曲                | 備考                                                          |
| -------------- | ------------------------------------------------------------ | --- | ------------------- | ------------------------------------------------------------- |
| 2007年10月26日 | 「恋姫†無双」覇王プロジェクト〜ハオプロ〜 蜀軍合唱の陣       | 関羽（本山美奈）、趙雲（野神奈々）、張飛（芹園みや）、諸葛亮（楠鈴音）、馬超（桜川未央）、黄忠（飯田空） | 「羽ばたけッ恋心☆」 | PCゲーム『恋姫†無双 〜ドキッ☆乙女だらけの三国志演義〜』関連曲 |
| 2008年8月22日  | 「恋姫†無双」覇王プロジェクト〜ハオプロ〜 ユニットの陣 ドS組 | 関羽（本山美奈）、曹操（乃嶋架菜）、趙雲（野神奈々）、呂布（井村屋ほのか）                               | 「GO!」             | PCゲーム『恋姫†無双 〜ドキッ☆乙女だらけの三国志演義〜』関連曲 |
| 2009年9月25日  | 真・恋姫†無双 キャラクターソングアルバム                     | 関羽（本山美奈）、趙雲（野神奈々）                                                                       | 「恋風刹那」        | PCゲーム『真・恋姫†無双 〜乙女繚乱☆三国志演義〜』関連曲       |
| 2012年6月1日   | 恋妹SWEET☆DAYS charactersong album                           | 八千穂茜（野神奈々）                                                                                     | 「胸のイタミ」      | PCゲーム『恋妹SWEET☆DAYS』茜エンディングテーマ                |

### その他参加楽曲
| 発売日       | 商品名                         | 歌       | 楽曲                     | 備考                               |
| ------------ | ------------------------------ | -------- | ------------------------ | ---------------------------------- |
| 2005年6月8日 | CD Bros. Theme Song Collection | 野神奈々 | 「モノクロのカレンダー」 | PCゲーム『ドーターメーカー』主題歌 |

### CD未収録
- Last Scene（OVA『夜勤病棟・弐』オープニングテーマ）

### シリーズ一覧
1. ↑  本編（2002年）、「PLUS」（2006年）
2. ↑  本編（2005年）、『Gift にじいろストーリーズ』（2006年）
3. ↑  無印（2011年）、「PLUS」（2012年）